# Kurt von Schwerin (General)

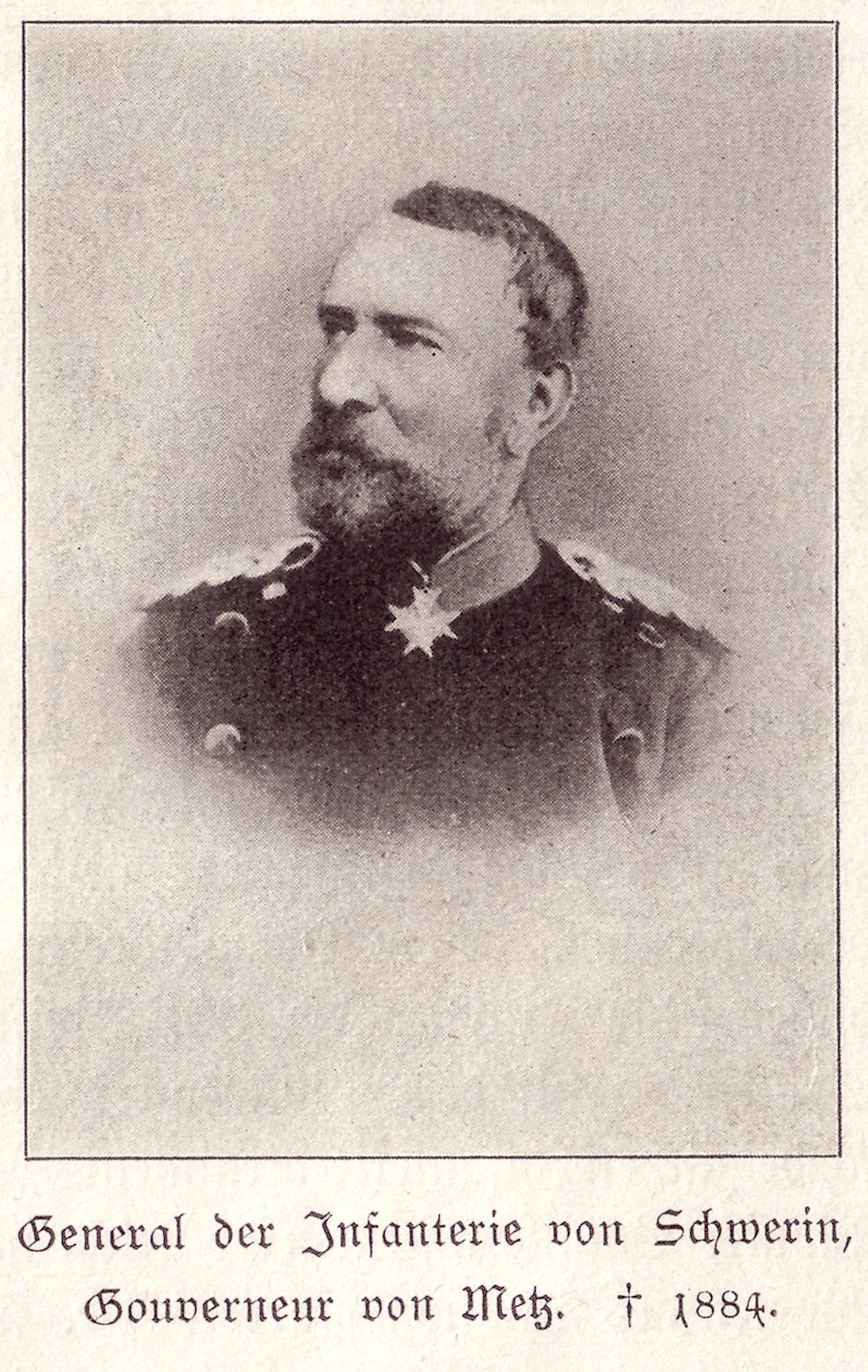
General der Infanterie Kurt von Schwerin

Kurt Ludwig Adalbert von Schwerin (* 4. April 1817 in Königs Wusterhausen; † 13. April 1884 in Metz) war ein preußischer General der Infanterie und Gouverneur der Festung Metz.

## Leben

### Herkunft
Kurt war ein Sohn des preußischen Kapitäns a. D. Karl von Schwerin (1770–1829) und dessen Ehefrau Mathilde, geborene von Falcken-Plachecka (1788–1846).

### Militärkarriere
Schwerin ging zunächst bei einem Landprediger in Pension und besuchte die Kadettenhäuser in Potsdam sowie in Berlin. Während seiner Ausbildung in Berlin war er ab September 1833 Leibpage bei König Friedrich Wilhelm III., bevor Schwerin am 14. August 1834 als Sekondeleutnant dem 2. Garde-Regiment zu Fuß der Preußischen Armee überwiesen wurde. Er stieg 1844 zum Regimentsadjutanten auf, nahm 1848 an der Niederschlagung des Barrikadenaufstandes in Berlin teil und avancierte Mitte November 1848 zum Premierleutnant. Nach Kommandierungen als Adjutant zur 1. und 2. Garde-Landwehr-Brigade wurde Schwerin als Hauptmann im November 1853 Chef der 6. Kompanie. Mit der Beförderung zum Major erfolgte am 25. Juli 1857 seine Versetzung in den Generalstab der 2. Division nach Danzig. Am 8. Mai 1860 kommandierte man ihn zur Führung eines Bataillons im 14. kombinierten Infanterie-Regiment und ernannte Schwerin mit der Etatisierung des Verbandes zum Kommandeur des I. Bataillons in Kolberg. In dieser Stellung stieg er Mitte Oktober 1861 zum Oberstleutnant auf und wurde am 25. Juni 1864 unter Beförderung zum Oberst als Kommandeur des 2. Thüringischen Infanterie-Regiments Nr. 32 nach Mainz versetzt. 1866 führte Schwerin sein Regiment während des Deutschen Krieges im Mainfeldzug in den Kämpfen bei Hammelburg, Werbach, Helmstadt und Roßbrunn. Nach dem verletzungsbedingten Ausfall des Generalmajors von Schachtmeyer hatte er zwischenzeitlich zusätzlich die Führung von dessen Brigade übernommen. Für sein Wirken wurde er mit dem Roten Adlerorden III. Klasse mit Schwertern ausgezeichnet. 1866 verlegte Schwerin sein Regiment in die neue Garnison nach Meiningen.
Nachdem Schwerin im Januar 1868 die Würde eines Komturs des Ordens Philipps des Großmütigen erhalten hatte, wurde er am 22. März 1868 unter Beförderung zum Generalmajor zum Kommandeur der 10. Infanterie-Brigade in Frankfurt (Oder) ernannt. Mit diesem Großverband nahm er 1870/71 während des Krieges gegen Frankreich an den Schlachten bei Vionville, Gravelotte, Beaune-la-Rolande, Orléans und Le Mans, dem Gefecht bei Parigné sowie der Belagerung von Metz teil. Kurzzeitig führte er vom 28. Oktober bis zum 23. November 1870 für den erkrankten Generalleutnant von Stülpnagel dessen 5. Division.
Ausgezeichnet mit beiden Klassen des Eisernen Kreuzes sowie des Ordens pour le Mérite wurde Schwerin nach dem Friedensschluss am 18. August 1871 zum Generalleutnant befördert und zum Kommandeur der 6. Division ernannt, die Teil der Okkupationsarmee in Frankreich war. Sein Hauptquartier befand sich zunächst in Reims, später in Bar-le-Duc. Anfang August 1873 führte Schwerin seine Division in die Garnison nach Brandenburg an der Havel zurück. Mit seiner Ernennung zum Gouverneur von Metz gab er am 19. November 1876 die Division an seinen Nachfolger von Manteuffel ab. Im Mai des Folgejahres erhielt Schwerin den Stern der Komture des Königlichen Hausordens von Hohenzollern und wurde im September 1879 in Anerkennung seiner Dienst auch zum Domherr von Brandenburg ernannt. Er avancierte am 18. September 1880 zum General der Infanterie und wurde im Januar 1882 anlässlich des Ordensfestes mit dem Großkreuz des Roten Adlerordens mit Eichenlaub und Schwertern am Ringe ausgezeichnet. Schwerin verstarb am 13. April 1884 in Ausübung seines Dienstes in Metz an einem Gehirnschlag.

### Familie
Schwerin hatte sich am 27. Oktober 1841 in Berlin mit Auguste Itzcken (1820–1908), Tochter des Kaufmanns Karl August Itzcken verheiratet. Aus der Ehe gingen die drei Kinder Elsbeth Johanna (* 1842), Kurt (1843–1876) und Katharina Sophie (* 1845) hervor.